# Samarske, Pavlohrad
Samarske (în ucraineană Самарське) este un sat în comuna Bohdanivka din raionul Pavlohrad, regiunea Dnipropetrovsk, Ucraina.

## Demografie
Componența lingvistică a localității Samarske
     Ucraineană (62,15%)
     Rusă (36,92%)
     Alte limbi (0,93%)
Conform recensământului din 2001, majoritatea populației localității Samarske era vorbitoare de ucraineană (62,15%), existând în minoritate și vorbitori de rusă (36,92%).